# Edmond Perrier
Pour les articles homonymes, voir Perrier.
Jean Octave Edmond Perrier (né le 9 mai 1844 à Tulle et mort le 31 juillet 1921 à Paris) est un zoologiste et anatomiste français.

## Biographie

### Famille
Issu d'une vieille famille tulliste (son grand-père était contrôleur à la Manufacture d'armes de Tulle), fils d'Antoine Perrier, directeur de l'École supérieure de Tulle, et de Jeanne Roche, Edmond Perrier naît le 9 mai 1844 dans la maison ancestrale du quartier de la Rivière, aujourd'hui au numéro 42 quai Baluze (à l'angle de la rue du Four). 

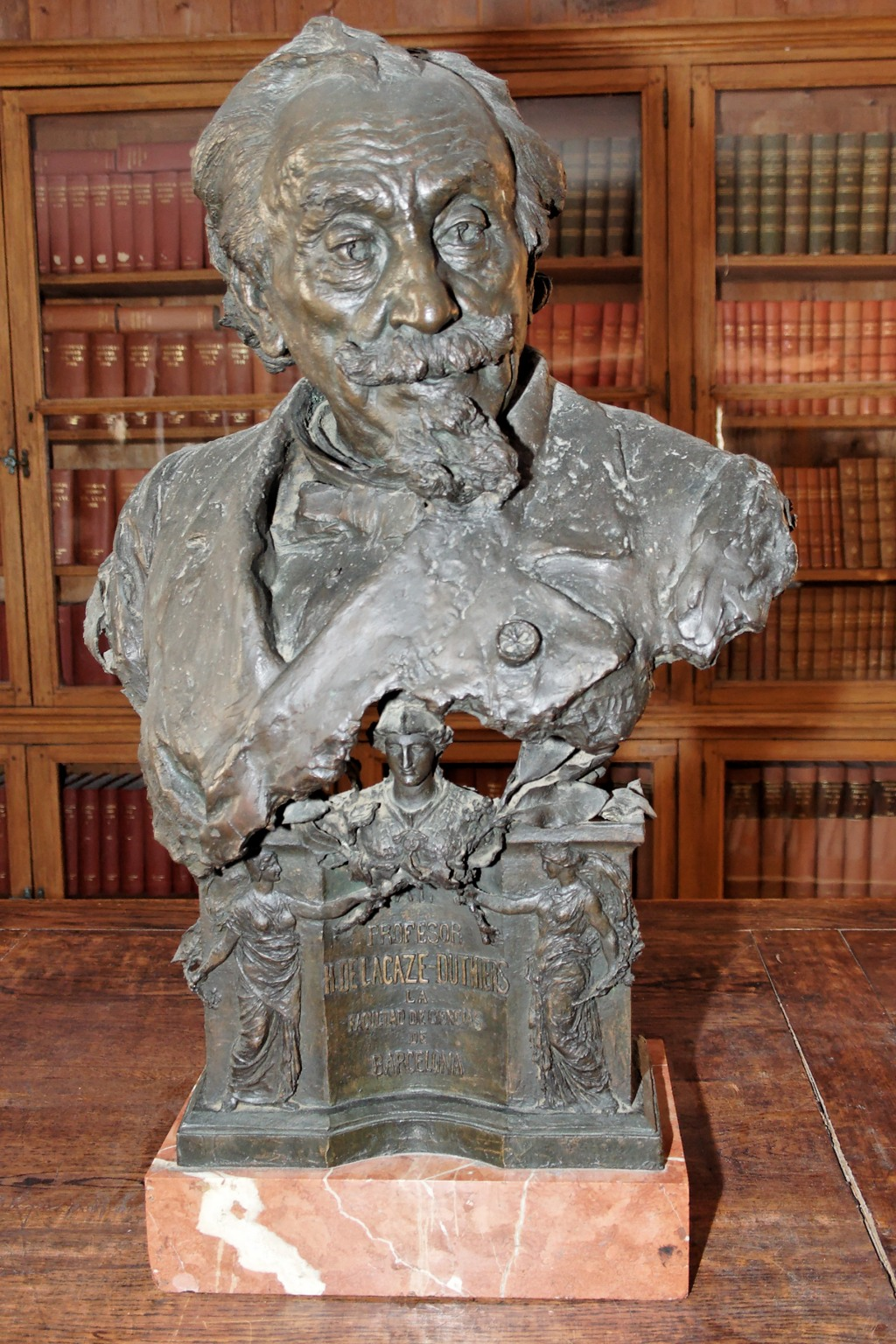
Henri de Lacaze-Duthiers.

Son frère Rémy Perrier (Tulle, 14 juin 1861 - Chaunac, commune de Naves, 27 juin 1936), devient tout comme lui un zoologiste de renom.
Il épouse Anna Lemercier, fille de Anne Abel Louis David Lemercier et Noémie Sophie Bertrand. Ils ont un fils, Émile (Gabriel Émile Jean Louis) Perrier (°1873), qui devient président de la Société de statistique de Marseille, avocat et avoué, grand défenseur de l’expansion coloniale française, et dont un boulevard de Marseille porte le nom.

### De brillantes études
Edmond Perrier fait ses études au collège de Tulle puis à Paris, au lycée Bonaparte, aujourd'hui Condorcet. Reçu en 1864 à la fois à l’École polytechnique et à l’École normale supérieure, il opte, suivant les conseils de Louis Pasteur, pour le second établissement, où il suit notamment les cours de zoologie d'Henri de Lacaze-Duthiers (1821-1901). Il y obtient en 1866 les licences ès sciences mathématiques et physiques et en sort avec une agrégation de sciences physiques et naturelles l'année suivante.

### L'enseignant et zoologiste reconnu

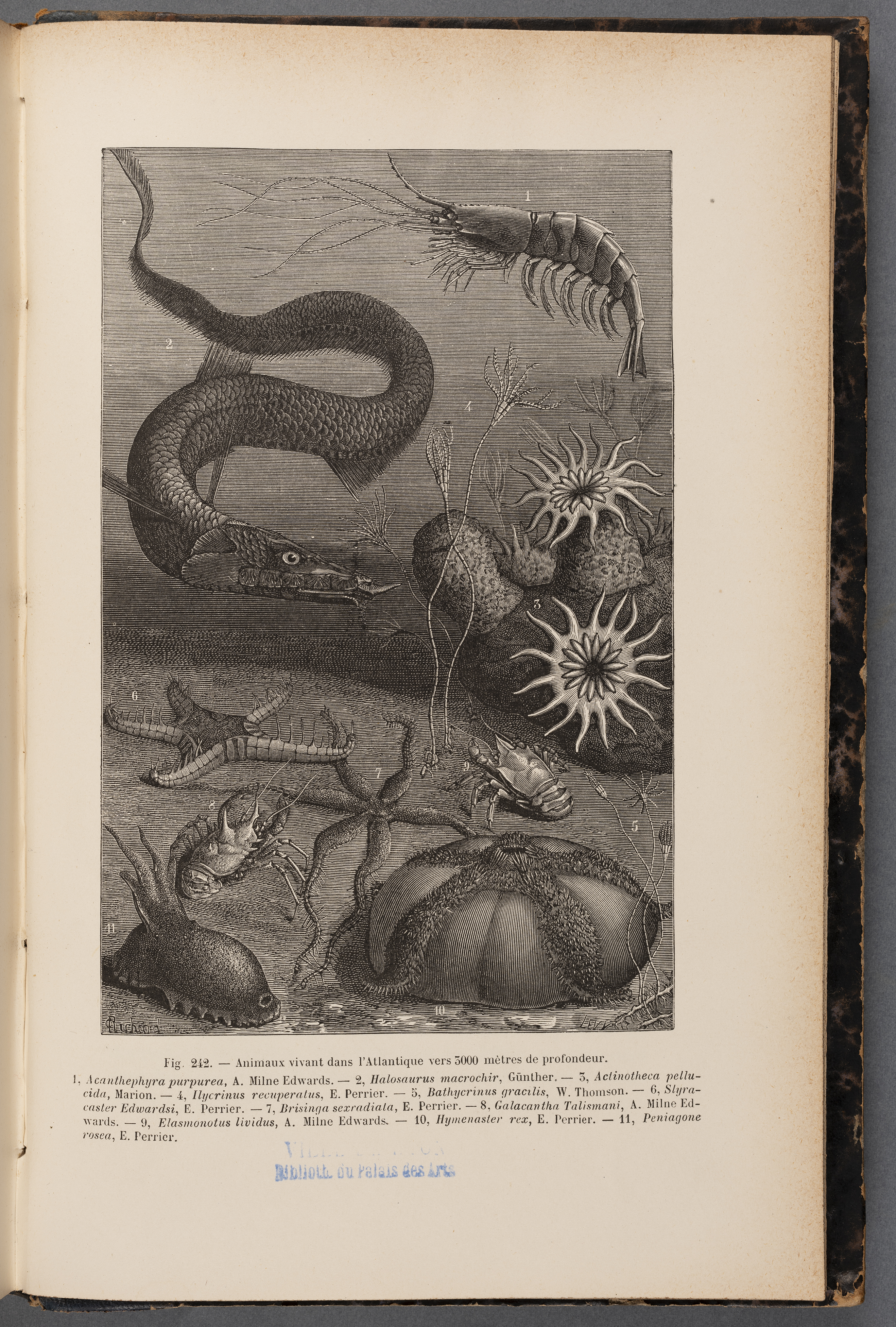
Edmond Perrier, Les explorations sous-marines, Hachette 1886, planche 242.

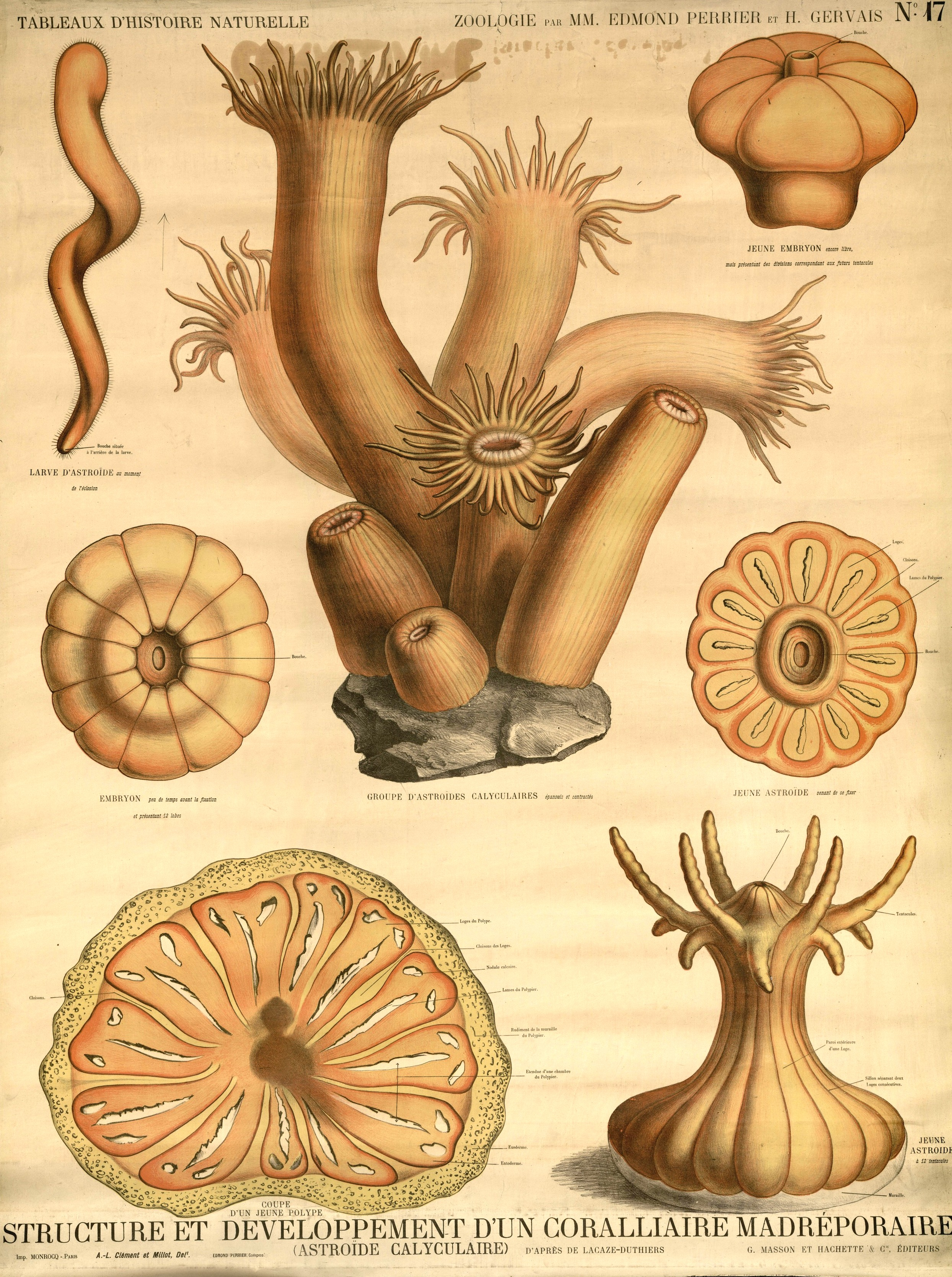
Planche d'Edmond Perrier et d'Henri Gervais sur la biodiversité marine des madrépores.

Edmond Perrier enseigne d'abord trois ans au lycée d'Agen. Il obtient en 1868 un poste d’aide-naturaliste au Muséum national d'histoire naturelle grâce à Henri de Lacaze-Duthiers et devient docteur ès sciences naturelles en 1869, après une thèse de doctorat portant principalement sur les critères de classification des étoiles de mer. Il succède à son ancien professeur Lacaze-Duthiers à l’École normale supérieure en 1872.

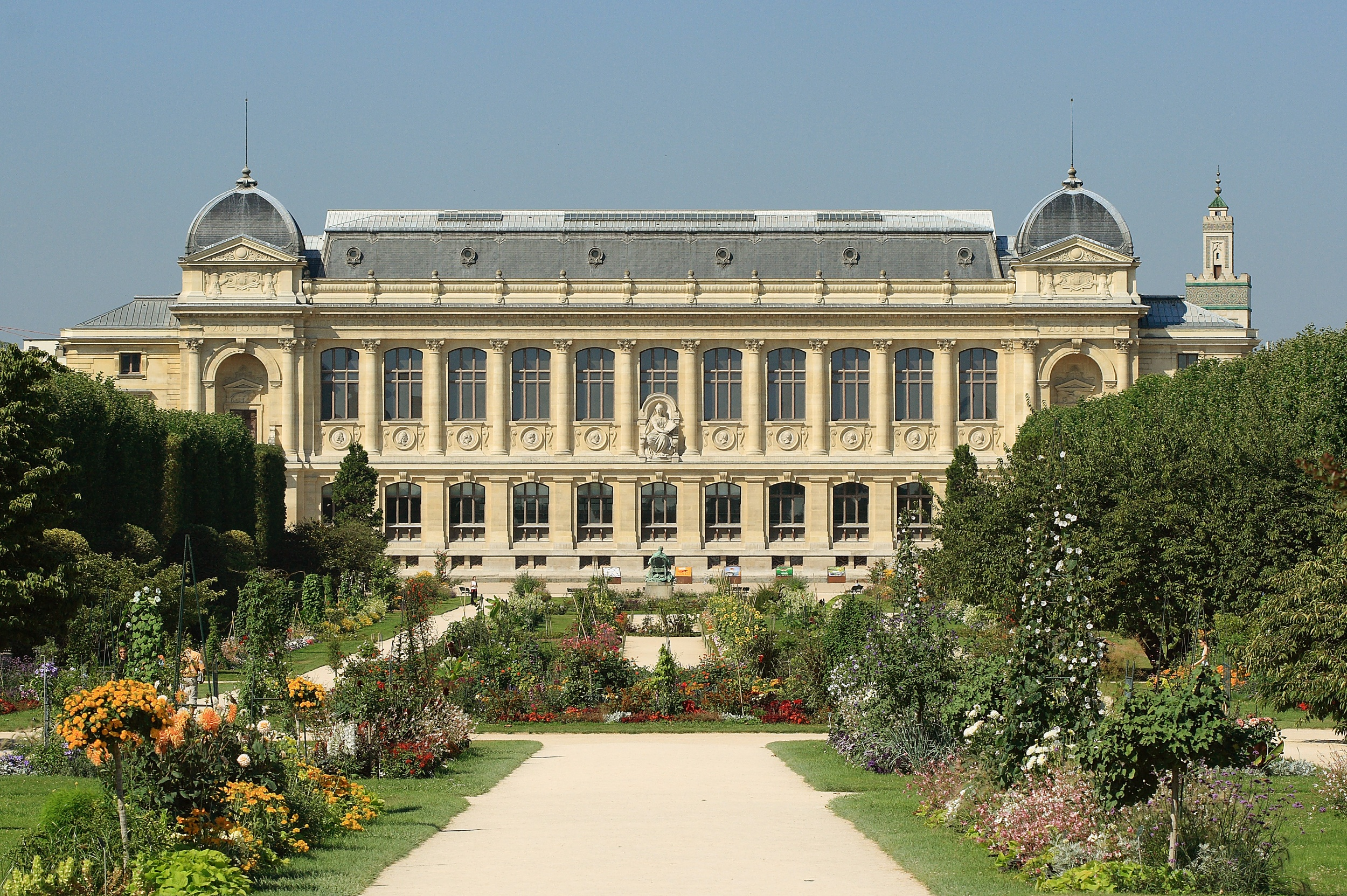
Muséum national d'histoire naturelle.

En 1876, il obtient la chaire d’histoire naturelle des mollusques, des vers et des zoophytes au Muséum national d'histoire naturelle puis préside la Société zoologique de France en 1879.
Toute sa vie durant, il partagea son temps entre la réalisation de travaux scientifiques et l'accomplissement de ses fonctions administrative et professorale. Dès son entrée au Muséum, Edmond Perrier œuvre afin de permettre à celui-ci de garder son indépendance vis-à-vis de l'Université de Paris. Il participe, de 1880 à 1885, à diverses expéditions destinées à étudier la faune benthique, à bord des navires le Travailleur et le Talisman. Perrier acquiert une renommée internationale en tant que spécialiste de la faune marine.
Le 12 décembre 1892, il est élu membre de l’Académie des sciences dans les sections d'anatomie et de zoologie avant d'être nommé président de l'Académie en 1915. En 1898, il devient membre libre de l'Académie nationale de médecine.
En 1900, il est nommé à la direction du Muséum national d'histoire naturelle, fonction qu’il remplit jusqu’en 1919. En 1903, il change de chaire et prend celle d’anatomie comparée, vacante depuis la mort d'Henri Filhol (1843-1902). Il est également membre puis président de la Société nationale d'acclimatation – l'actuelle Société nationale de protection de la nature – de 1901 à sa mort, en 1921. En 1907 il est l'un des fondateurs de la Société des Amis du Muséum et aussi le premier président de la Société française d'eugénique créée en 1912,.

## Travaux et publications

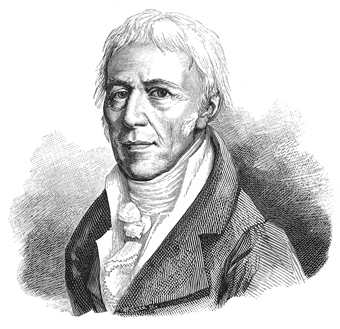
Jean-Baptiste de Lamarck

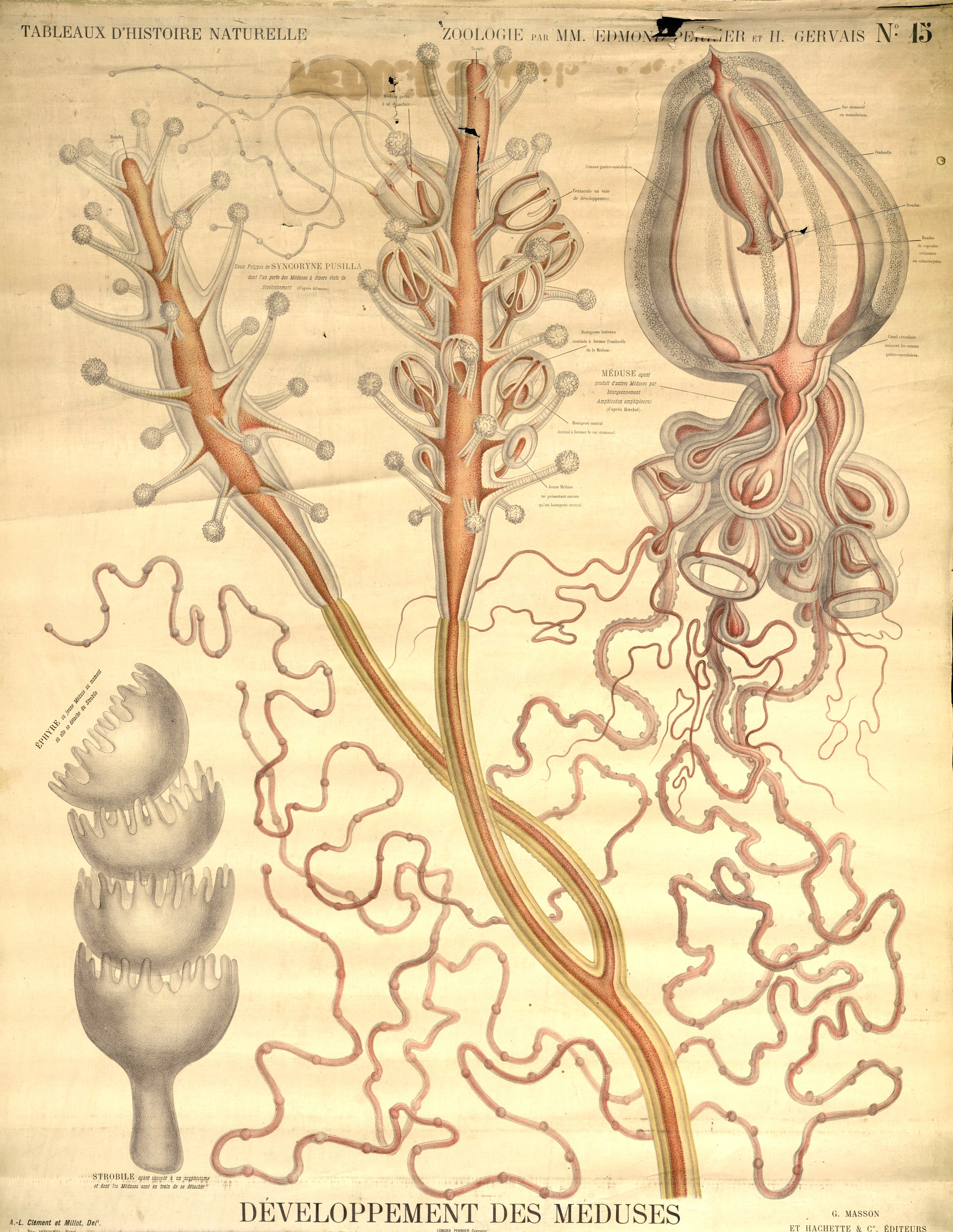
Planche scolaire : Développement des méduses.

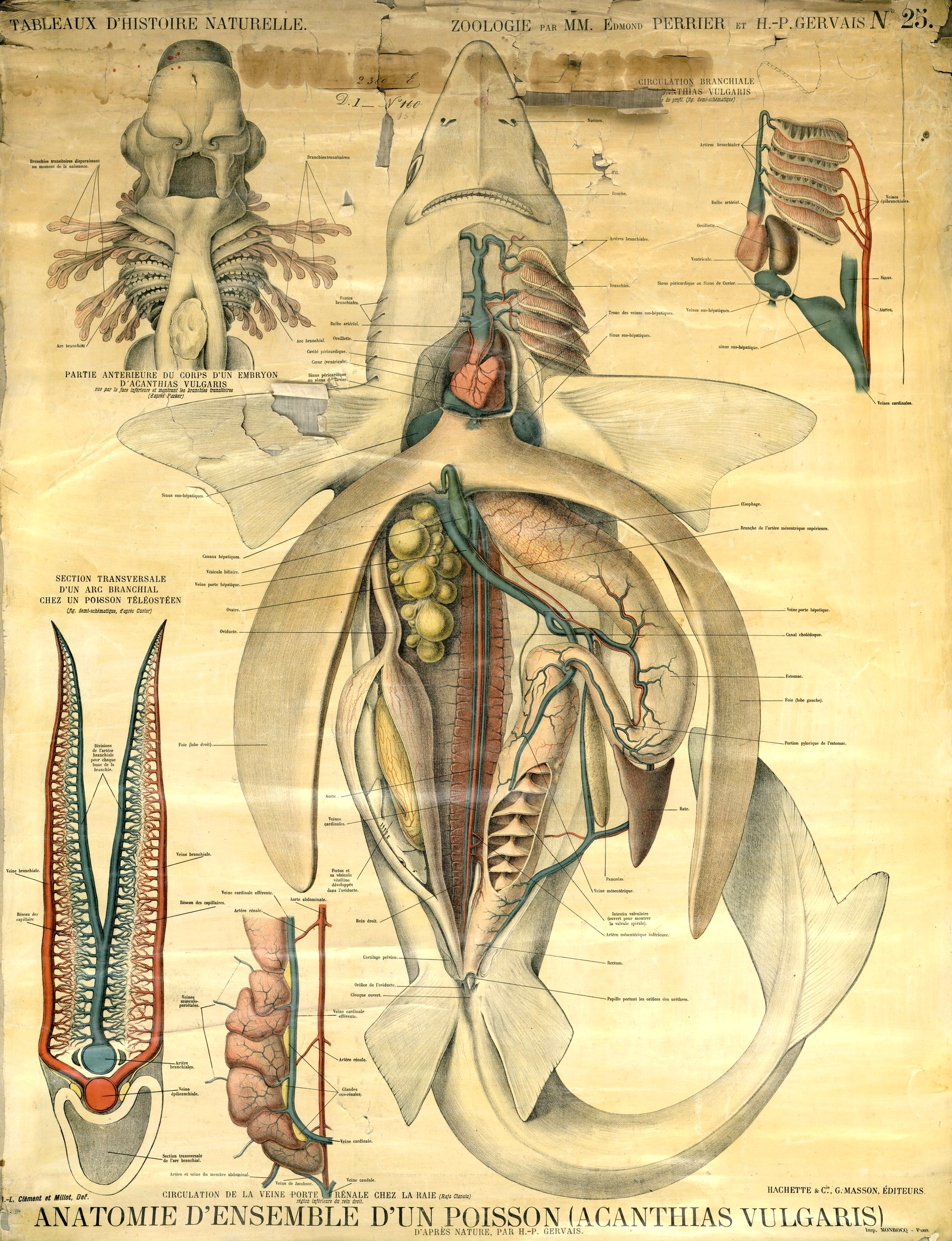
Planche scolaire : Anatomie d'ensemble d'un aiguillat.

Edmond Perrier a étudié principalement les échinodermes et les annélides oligochètes. Il s'intéressa également à l'évolution étudiée par Jean-Baptiste de Lamarck (1744-1829) et par Charles Darwin (1809-1882). Ses recherches ont étayé les modèles transformistes ; parmi les deux écoles de ces modèles, darwinisme et lamarckisme, Perrier, comme plus tard Jeannel, a opté pour cette dernière.
Il est l'auteur de nombreux ouvrages, principalement sur les invertébrés et la philosophie zoologique et a publié un grand nombre d'articles et de mémoires dans divers périodiques. Il a été un partisan de la vulgarisation scientifique : à travers ses ouvrages et, à partir de 1909, sa chronique dans le journal Le Temps, intitulée « Le monde vivant », il s'est appliqué à diffuser les connaissances scientifiques auprès du grand public.
Il est cité par Émile Durkheim dans De la Division du Travail social (1893, 2e éd.1897) et est utilisé par les organicistes.
- Recherches sur les pédicellaires et les ambulacres des astéries et des oursins. Suivi de Propositions de géologie et de botanique données par la faculté, Paris, V. Masson et fils, 1869 (lire en ligne)
- Les Colonies animales et la Formation des organismes (Paris, édité par G.Masson, 1881).
- Anatomie et physiologie animales (Paris, 1882).
- Les Principaux Types des êtres vivants des cinq parties du monde (Paris, 1882).
- La Philosophie zoologique avant Darwin (Paris, Germer Baillière, coll. «Bibliothèque scientifique internationale», 1884), qui est une biographie de Lamarck.
- Les Explorations sous-marines (Paris, 1886).
- Notions de zoologie, enseignement secondaire spécial (1887).
- L'Intelligence des animaux (Paris, 1887, 2 volumes).
- Le Transformisme (Paris, 1888), [lire en ligne]
- Éléments d'anatomie et de physiologie animales (Paris, 1888).
- Éléments de sciences physiques et naturelles avec leur application à l'agriculture et à l'hygiène (1891).
- Tachygénèse ou accélération embryogénique (1902, avec Charles Gravier, édité par G.Masson).
- La Femme dans la nature, dans les mœurs dans la légende, dans la société (1910, Paris, Maison d’Édition Bong et Cie)
- La Vie dans les planètes (1911,Paris, Éditions de la revue)
- Les Robes de noces des animaux (1912, éditions Plon).
- À travers le monde vivant (1916, Paris, Flammarion, Bibliothèque de philosophie scientifique).
- La vie en action (1918, Paris, éditions Flammarion, Bibliothèque de philosophie scientifique).
- La Terre avant l'Histoire. Les Origines de la vie et de l'homme (Paris, "La Renaissance du livre", 1920).Traité de zoologie, œuvre colossale commencée en 1885 et achevée par son frère Rémy.

## Décorations
- Commandeur de la Légion d'honneur[7]
- Commandeur de l'ordre du Mérite agricole

## Honneurs et distinctions
- Membre de l'Académie royale des sciences de Suède, des académies de Lisbonne et de Madrid.
- Docteur honoris causa de l'université d'Oxford.
- Président de la Société nationale d'acclimatation.
- Président de l'Association amicale des anciens élèves du collège et du lycée de Tulle.
- Président d'honneur de la Société scientifique, historique et archéologique de la Corrèze et de la Société des lettres, sciences et arts de la Corrèze.

## Hommage
En 1923, son nom est donné à un lycée de sa ville natale, le lycée Edmond-Perrier.